# کریستف ماندان
کریستف ماندان (انگلیسی: Christophe Mandanne؛ زادهٔ ۷ فوریهٔ ۱۹۸۵) بازیکن فوتبال اهل فرانسه است که در پست مهاجم بازی می‌کند.
از باشگاه‌هایی که در آن بازی کرده‌است می‌توان به باشگاه فوتبال گنگام، باشگاه ورزشی الفجیره امارات، باشگاه فوتبال استاد رنس، باشگاه فوتبال دیژون، و باشگاه فوتبال لو آور اشاره کرد.